# Associazione Calcio Perugia 1974-1975
Questa voce raccoglie le informazioni riguardanti l'Associazione Calcio Perugia nelle competizioni ufficiali della stagione 1974-1975.

## Stagione
(Gianni Mura, 1975)

L'esordiente Ilario Castagner, nuovo tecnico dei grifoni e già calciatore biancorosso negli anni 1960.

Dopo la rocambolesca salvezza ottenuta all'ultima giornata nella stagione precedente – con la retrocessione in Serie C evitata soltanto grazie alla miglior differenza reti –, per il suo decimo campionato di Serie B il Perugia venne completamente rivoluzionato, sia sul piano societario sia su quello tecnico. Alla presidenza arrivò dalla Ellesse il manager Franco D'Attoma, mentre per il ruolo di direttore sportivo venne chiamato Silvano Ramaccioni, il quale aveva già ricoperto il medesimo incarico l'anno prima, in Serie A, nel Cesena.
In panchina si scommise sul giovane Ilario Castagner, ex centravanti dei grifoni nei primi anni 1960; neanche trentaquattrenne, questi andava ad affrontare la prima, vera esperienza come allenatore di una prima squadra, dopo i brevi trascorsi da vice e da tecnico del settore giovanile nell'Atalanta.

Sergio Pellizzaro, miglior marcatore stagionale della squadra con 9 reti.

Similmente la rosa, che vide poche conferme rispetto alla precedente annata (Baiardo, Raffaeli, Scarpa, Tinaglia e il capitano Picella), venne rinforzata soprattutto in avanti con gli acquisti del centravanti Pellizzaro, anche lui proveniente dai nerazzurri di Bergamo – e che emergerà quale goleador stagionale dei grifoni –, e di due nuovi centrocampisti avvezzi alla rete, Sollier e Vannini, prelevati dalla Pro Vercelli il primo e dal Como il secondo; arrivarono inoltre in Umbria due prospetti quali Curi e Marchei, rispettivamente dai lariani e dagli orobici.
Dopo questo profondo rinnovamento che vedeva molti elementi, sia tra giocatori che tecnici, alla loro prima esperienza in cadetteria, fin dalle prime uscite Castagner riuscì a far esprimere la squadra secondo un gioco moderno e convincente, dichiaratamente ispirato al calcio totale in voga in quel decennio – «il Perugia dovrà giocare come l'Ajax», ebbe a dire –, rispolverando nell'occasione il ruolo di "centravanti arretrato" (altrimenti detto "alla Hidegkuti") ricoperto da Sollier o dal giovane Sabatini, soluzione messa in atto per disorientare gli avversari e permettere le incursioni in area dalle fasce, queste ultime a opera soprattutto dei difensori Petraz, Raffaeli e Savoia.

Paolo Sollier in azione al Santa Giuliana, per l'ultima annata stadio casalingo dei perugini.

Nel reparto arretrato l'allenatore reinventò il neoacquisto Frosio nella posizione di libero, in modo da permettergli di proporsi con le sue qualità tecniche anche in mezzo al campo. La vera forza della squadra era però a centrocampo, dove le due mezzali Curi e Vannini formavano una sorta di "rombo" assieme al rientrante Sollier e al mediano Picella. Il Condor Vannini diventò in breve il fulcro della squadra: Castagner giostrò in stagione con la sua intelligenza tattica, posizionandolo a ridosso dell'area di rigore nelle partite in trasferta, dov'era richiesta maggiore copertura e manforte in difesa, e schierandolo invece in posizione più avanzata nelle sfide interne al Santa Giuliana, per sfruttarne nell'area avversaria l'altezza e gli inserimenti sottorete.
Sostenuto da un rendimento atletico ottimale, il Perugia si mantenne nelle posizioni di testa fin dalle prime domeniche di campionato, riuscendo a tenere il passo del più quotato Verona (retrocesso a tavolino dalla massima serie pochi mesi prima, e dato come favorito per la vittoria finale). L'8 dicembre 1974, dopo undici giornate, i biancorossi erano secondi a un punto dagli scaligeri, in virtù di un cammino iniziale fatto di sette vittorie, tre pareggi e una sconfitta; poi al dodicesimo turno, il 15 dicembre, grazie al successo casalingo per 3-1 sul Taranto e alla contemporanea sconfitta dell'Hellas per 0-1 sul campo del Foggia, i grifoni scavalcarono i gialloblù e guadagnarono la vetta della classifica. Posizione che mantennero sino a giugno quando, con un pareggio 1-1 sul terreno del Pescara, arrivò la matematica certezza della promozione.
L'ultima partita di campionato con il Novara, giocata davanti al pubblico amico il 22 giugno 1975 e vinta 2-1, suggellò la conclusione di una stagione indimenticabile: dopo settant'anni esatti dalla sua fondazione, il Perugia vinse il torneo cadetto con 49 punti, con tre lunghezze di vantaggio sul Como e quattro sul Verona, e approdò in Serie A per la prima volta nella sua storia. Fu questa anche l'ultima partita giocata dalla squadra al vecchio Santa Giuliana, casa dei grifoni per quasi quarant'anni; dall'annata successiva il Perugia calcherà l'erba del nuovo Comunale di Pian di Massiano.

## Divise
| Casa | Trasferta |

## Organigramma societario
Area direttiva
- Presidente: Franco D'Attoma
- Segretario: Sandro Caporali

Area tecnica
- Direttore sportivo: Silvano Ramaccioni
- Allenatore: Ilario Castagner
- Allenatore in seconda: Giampiero Molinari
- Preparatore atletico: Giorgio Molini

Area sanitaria
- Medico sociale: Mario Tomassini
- Massaggiatori: Bruno Palomba, Renzo Luchini

## Rosa
| N. |                   | Ruolo | Calciatore         |
| -- | ----------------- | ----- | ------------------ |
|    | Italia (bandiera) | P     | Nello Malizia      |
|    | Italia (bandiera) | P     | Roberto Marconcini |
|    | Italia (bandiera) | D     | Bruno Baiardo      |
|    | Italia (bandiera) | D     | Claudio Giubilei   |
|    | Italia (bandiera) | D     | Pierluigi Frosio   |
|    | Italia (bandiera) | D     | Michele Nappi      |
|    | Italia (bandiera) | D     | Paolo Petraz       |
|    | Italia (bandiera) | D     | Giancarlo Raffaeli |
|    | Italia (bandiera) | D     | Giancarlo Savoia   |
|    | Italia (bandiera) | C     | Mauro Amenta       |

| N. |                   | Ruolo | Calciatore                  |
| -- | ----------------- | ----- | --------------------------- |
|    | Italia (bandiera) | C     | Renato Curi                 |
|    | Italia (bandiera) | C     | Giuseppe Picella (capitano) |
|    | Italia (bandiera) | C     | Paolo Sollier               |
|    | Italia (bandiera) | C     | Claudio Tinaglia            |
|    | Italia (bandiera) | C     | Franco Vannini              |
|    | Italia (bandiera) | A     | Maurizio Marchei            |
|    | Italia (bandiera) | A     | Sergio Pellizzaro           |
|    | Italia (bandiera) | A     | Walter Sabatini             |
|    | Italia (bandiera) | A     | Mario Scarpa                |
|    | Italia (bandiera) | A     | Miguel Vitulano             |

## Risultati

### Serie B

#### Girone di andata
| Arbitro: | Andreoli (Padova) |

|                       |           |                 |
| Marchei 1’ Frosio 77’ | Marcatori | 24’ Francesconi |

| Alessandria 6 ottobre 1974 2ª giornata | Alessandria     | 0 – 0 | Perugia | Stadio Giuseppe Moccagatta\| Arbitro: \| Mascia (Milano) \| |
| Arbitro:                               | Mascia (Milano) |       |         |                                                             |

| Arbitro: | Moretto (San Donà di Piave) |

|                             |           |  |
| Marchei 11’, 39’ Scarpa 16’ | Marcatori |  |

| Arbitro: | Levrero (Genova) |

|                         |           |             |
| Paina 51’ Pelliccia 81’ | Marcatori | 71’ Sollier |

| Arbitro: | Vannucchi (Bologna) |

|  |           |                |
|  | Marcatori | 67’ Pellizzaro |

| Perugia 3 novembre 1974 6ª giornata | Perugia         | 0 – 0 | Catanzaro | Stadio Santa Giuliana\| Arbitro: \| Lattanzi (Roma) \| |
| Arbitro:                            | Lattanzi (Roma) |       |           |                                                        |

| Arbitro: | Ciulli (Roma) |

|  |           |            |
|  | Marcatori | 7’ Vannini |

| Arbitro: | Lenardon (Siena) |

|  |           |             |
|  | Marcatori | 27’ Picella |

| Arbitro: | Barbaresco (Cormons) |

|                        |           |  |
| Frosio 26’ Vannini 63’ | Marcatori |  |

| Arbitro: | Prati (Parma) |

|                      |           |           |
| Scarpa 28’, 73’, 75’ | Marcatori | 67’ Facco |

| Arbitro: | Benedetti (Roma) |

|                     |           |             |
| Raffaeli 34’ (aut.) | Marcatori | 57’ Vannini |

| Arbitro: | Barboni (Firenze) |

|                                        |           |              |
| Pellizzaro 41’ (rig.) Vannini 75’, 80’ | Marcatori | 83’ Selvaggi |

| Arbitro: | Lattanzi (Roma) |

|                       |           |                                     |
| Fara 3’ Tombolato 29’ | Marcatori | 14’ Curi 43’ Sollier 70’ Pellizzaro |

| Arbitro: | Agnolin (Bassano del Grappa) |

|            |           |             |
| Pruzzo 61’ | Marcatori | 73’ Sollier |

| Arbitro: | Menicucci (Firenze) |

|                                       |           |  |
| Pellizzaro 20’ Sollier 37’ Scarpa 85’ | Marcatori |  |

| San Benedetto del Tronto 19 gennaio 1975 16ª giornata | Sambenedettese     | 0 – 0 | Perugia | Stadio Fratelli Ballarin\| Arbitro: \| Picasso (Chiavari) \| |
| Arbitro:                                              | Picasso (Chiavari) |       |         |                                                              |

| Perugia 26 gennaio 1975 17ª giornata | Perugia          | 0 – 0 | Verona | Stadio Santa Giuliana\| Arbitro: \| Gonella (Torino) \| |
| Arbitro:                             | Gonella (Torino) |       |        |                                                         |

| Arbitro: | Serafino (Roma) |

|                  |           |                         |
| Picella 15’, 61’ | Marcatori | 51’ Zucchini 58’ Nobili |

| Novara 9 febbraio 1975 19ª giornata | Novara                     | 0 – 0 | Perugia | Stadio Comunale\| Arbitro: \| Trinchieri (Reggio Emilia) \| |
| Arbitro:                            | Trinchieri (Reggio Emilia) |       |         |                                                             |

#### Girone di ritorno
| Arbitro: | Menegali (Roma) |

|           |           |                    |
| Donina 4’ | Marcatori | 86’ (rig.) Picella |

| Arbitro: | Terpin (Trieste) |

|             |           |  |
| Picella 86’ | Marcatori |  |

| Foggia 2 marzo 1975 22ª giornata | Foggia             | 0 – 0 | Perugia | Stadio Pino Zaccheria\| Arbitro: \| Picasso (Chiavari) \| |
| Arbitro:                         | Picasso (Chiavari) |       |         |                                                           |

| Arbitro: | Agnolin (Bassano del Grappa) |

|                |           |                                     |
| Pellizzaro 54’ | Marcatori | 20’ Pezzato 47’ Pelliccia 55’ Paina |

| Perugia 16 marzo 1975 24ª giornata | Perugia        | 0 – 0 | Como | Stadio Santa Giuliana\| Arbitro: \| Trono (Torino) \| |
| Arbitro:                           | Trono (Torino) |       |      |                                                       |

| Arbitro: | Michelotti (Parma) |

|                            |           |  |
| Piccinetti 43’ Ranieri 87’ | Marcatori |  |

| Arbitro: | Prati (Parma) |

|                       |           |  |
| Pellizzaro 81’ (rig.) | Marcatori |  |

| Arbitro: | Vannucchi (Bologna) |

|             |           |  |
| Vannini 74’ | Marcatori |  |

| Palermo 13 aprile 1975 28ª giornata | Palermo          | 0 – 0 | Perugia | Stadio La Favorita\| Arbitro: \| Ciacci (Firenze) \| |
| Arbitro:                            | Ciacci (Firenze) |       |         |                                                      |

| Arbitro: | Gonella (Torino) |

|  |           |             |
|  | Marcatori | 26’ Sollier |

| Perugia 27 aprile 1975 30ª giornata | Perugia                       | 0 – 0 | Parma | Stadio Santa Giuliana\| Arbitro: \| Mascali (Desenzano del Garda) \| |
| Arbitro:                            | Mascali (Desenzano del Garda) |       |       |                                                                      |

| Taranto 4 maggio 1975 31ª giornata | Taranto              | 0 – 0 | Perugia | Stadio Salinella\| Arbitro: \| Barbaresco (Cormons) \| |
| Arbitro:                           | Barbaresco (Cormons) |       |         |                                                        |

| Arbitro: | Ciulli (Roma) |

|                                       |           |                      |
| Pellizzaro 23’ Sollier 75’ Scarpa 84’ | Marcatori | 18’ Villa 32’ Pienti |

| Arbitro: | Trinchieri (Reggio Emilia) |

|             |           |                            |
| Vannini 51’ | Marcatori | 6’ (aut.) Amenta 56’ Rizzo |

| Arbitro: | Reggiani (Bologna) |

|                        |           |               |
| Musiello 12’ Scala 35’ | Marcatori | 7’ Pellizzaro |

| Arbitro: | Lattanzi (Roma) |

|         |           |                                |
| Curi 3’ | Marcatori | 27’ Chimenti 67’ (aut.) Frosio |

| Arbitro: | Michelotti (Parma) |

|  |           |              |
|  | Marcatori | 6’, 66’ Curi |

| Arbitro: | Menegali (Roma) |

|            |           |             |
| Serato 45’ | Marcatori | 90’ Sollier |

| Arbitro: | Lanzetti (Viterbo) |

|                           |           |           |
| Pellizzaro 27’ Frosio 68’ | Marcatori | 73’ Galli |

### Coppa Italia

#### Primo turno
| Arbitro: | Lops (Torino) |

|                              |           |  |
| Urban 9’ Bertarelli 40’, 80’ | Marcatori |  |

| Arbitro: | Serafino (Roma) |

|  |           |                 |
|  | Marcatori | 9’, 14’ Calloni |

| Arbitro: | Esposito (Torre Annunziata) |

|                        |           |  |
| Amenta 79’ Marchei 90’ | Marcatori |  |

| Parma 22 settembre 1974 5ª giornata | Parma               | 0 – 0 | Perugia | Stadio Ennio Tardini\| Arbitro: \| Lo Bello (Siracusa) \| |
| Arbitro:                            | Lo Bello (Siracusa) |       |         |                                                           |

## Statistiche

### Statistiche di squadra
| Competizione | Punti | In casa | In casa | In casa | In casa | In casa | In casa | In trasferta | In trasferta | In trasferta | In trasferta | In trasferta | In trasferta | Totale | Totale | Totale | Totale | Totale | Totale | DR  |
| Competizione | Punti | G       | V       | N       | P       | Gf      | Gs      | G            | V            | N            | P            | Gf           | Gs           | G      | V      | N      | P      | Gf     | Gs     | DR  |
| ------------ | ----- | ------- | ------- | ------- | ------- | ------- | ------- | ------------ | ------------ | ------------ | ------------ | ------------ | ------------ | ------ | ------ | ------ | ------ | ------ | ------ | --- |
| Serie B      | 49    | ?       | ?       | ?       | ?       | ?       | ?       | ?            | ?            | ?            | ?            | ?            | ?            | 38     | 17     | 15     | 6      | 44     | 27     | +17 |
| Coppa Italia |       | 2       | 1       | 0       | 1       | 2       | 2       | 2            | 0            | 1            | 1            | 0            | 3            | 4      | 1      | 1      | 2      | 2      | 5      | -3  |
| Totale       | -     | ?       | ?       | ?       | ?       | ?       | ?       | ?            | ?            | ?            | ?            | ?            | ?            | 42     | 18     | 16     | 8      | 46     | 32     | +14 |

### Statistiche dei giocatori
| Giocatore     | Serie B  | Serie B | Serie B     | Serie B    | Coppa Italia | Coppa Italia | Coppa Italia | Coppa Italia | Totale   | Totale | Totale      | Totale     |
| Giocatore     | Presenze | Reti    | Ammonizioni | Espulsioni | Presenze     | Reti         | Ammonizioni  | Espulsioni   | Presenze | Reti   | Ammonizioni | Espulsioni |
| ------------- | -------- | ------- | ----------- | ---------- | ------------ | ------------ | ------------ | ------------ | -------- | ------ | ----------- | ---------- |
| M. Amenta     | 15       | 0       | ?           | ?          | 4            | 1            | ?            | ?            | 19       | 1      | ?           | ?          |
| B. Baiardo    | 22       | 0       | ?           | ?          | 4            | 0            | ?            | ?            | 26       | 0      | ?           | ?          |
| R. Curi       | 23       | 4       | ?           | ?          | 4            | 0            | ?            | ?            | 27       | 4      | ?           | ?          |
| P. Frosio     | 37       | 3       | ?           | ?          | 4            | 0            | ?            | ?            | 41       | 3      | ?           | ?          |
| C. Giubilei   | 1        | 0       | ?           | ?          | 0            | 0            | ?            | ?            | 1        | 0      | ?           | ?          |
| N. Malizia    | 10       | -8      | ?           | ?          | 0            | 0            | ?            | ?            | 10       | -8     | ?           | ?          |
| M. Marchei    | 15       | 3       | ?           | ?          | 3            | 1            | ?            | ?            | 18       | 4      | ?           | ?          |
| R. Marconcini | 28       | -19     | ?           | ?          | 4            | -5           | ?            | ?            | 32       | -24    | ?           | ?          |
| M. Nappi      | 32       | 0       | ?           | ?          | 1            | 0            | ?            | ?            | 33       | 0      | ?           | ?          |
| S. Pellizzaro | 30       | 9       | ?           | ?          | 4            | 0            | ?            | ?            | 34       | 9      | ?           | ?          |
| P. Petraz     | 11       | 0       | ?           | ?          | 0            | 0            | ?            | ?            | 11       | 0      | ?           | ?          |
| G. Picella    | 29       | 5       | ?           | ?          | 2            | 0            | ?            | ?            | 31       | 5      | ?           | ?          |
| G. Raffaeli   | 33       | 0       | ?           | ?          | 3            | 0            | ?            | ?            | 36       | 0      | ?           | ?          |
| W. Sabatini   | 7        | 0       | ?           | ?          | 2            | 0            | ?            | ?            | 9        | 0      | ?           | ?          |
| G. Savoia     | 27       | 0       | ?           | ?          | 4            | 0            | ?            | ?            | 31       | 0      | ?           | ?          |
| M. Scarpa     | 35       | 6       | ?           | ?          | 3            | 0            | ?            | ?            | 38       | 6      | ?           | ?          |
| P. Sollier    | 30       | 7       | ?           | ?          | 4            | 0            | ?            | ?            | 34       | 7      | ?           | ?          |
| C. Tinaglia   | 28       | 0       | ?           | ?          | 1            | 0            | ?            | ?            | 29       | 0      | ?           | ?          |
| F. Vannini    | 30       | 7       | ?           | ?          | 1            | 0            | ?            | ?            | 31       | 7      | ?           | ?          |
| M. Vitulano   | 7        | 0       | ?           | ?          | 3            | 0            | ?            | ?            | 10       | 0      | ?           | ?          |